# Kathleen Partridge
Kathleen Partridge, född den 7 december 1963 i Sydney, Australien, död 
13 september 2021, var en australisk landhockeyspelare.
Hon tog OS-guld i damernas landhockeyturnering i samband med de olympiska landhockeytävlingarna 1988 i Seoul.